# The show (Dizzy Man's Band)
The show is een single van Dizzy Man's Band. Het is afkomstig van hun album The show.

## Achtergrond
Voor een band wiens reputatie is dat ze voornamelijk een geinband waren, is dit de eerste single die voor 100 % in de categorie geinmuziek viel. Tegelijkertijd is het een aanklacht tegen de muziekwereld.
De band wilde progressieve rock maken in het genre van Chicago en Blood, Sweat & Tears, maar kwam daarmee niet aan de bak. De heren kozen dan maar eenvoudige muziek die
- niet progressief is ("I think this is not progressive")
- makkelijk in het gehoor ligt ("That you don’t know anything about the music that you hear").
- makkelijk te spelen is ("It didn’t took a lot of rehearsal")
- een nummer 1 kon worden ("the glittering the number one")
- een commerciële sound ("I think it better sounds commercial 'cause that is what the big folks want").

Een nummer 1-hit werd het niet, dat bleef (althans voor België) toebehouden aan hun eerdere hit Tickatoo, nota bene een cover van Down on the Corner van Creedence Clearwater Revival.
De B-kant Why don’t you dance was geschreven door Kloes alleen en kwam niet op de elpee voor.

## Hitnotering

### Nederlandse Top 40
| Positie: | 28 | 12 | 7 | 5 | 6 | 5 | 7 | 11 | 18 | 30 | 36 | 36 | 37 | 38 | uit |

### NederlandseDaverende 30
| Positie: | 28 | 12 | 7 | 6 | 6 | 8 | 11 | 13 | 17 | 30 | uit |

### BelgischeBRT Top 30
| Positie: | 15 | 18 | 22 | 14 | 15 | 29 | uit |

### VlaamseUltratop 30
| Positie: | 22 | 19 | 15 | 15 | 10 | 18 | 29 | uit |

### NPO Radio 2 Top 2000
| Nummer met noteringen in de NPO Radio 2 Top 2000 | '99  | '00  | '01  | '02  | '03  | '04  | '05  | '06  | '07  | '08  |
| ------------------------------------------------ | ---- | ---- | ---- | ---- | ---- | ---- | ---- | ---- | ---- | ---- |
| The show                                         | 1542 | 1354 | 1228 | 1697 | 1772 | 1567 | 1815 | 1697 | 1927 | 1700 |

1. ↑  Een vetgedrukt getal geeft de hoogste notering aan.
2. ↑  Deze tabel is bijgewerkt tot en met de laatste editie (2024).